# Mastigoteuthis microlucens
Mastigoteuthis microlucens is een inktvissensoort uit de familie van de Mastigoteuthidae. De wetenschappelijke naam van de soort is voor het eerst geldig gepubliceerd in 2008 door Young, Lindgren & Vecchione.